# Каган, Яков Михайлович
Яков Михайлович Каган (15 декабря 1933 — 13 марта 2014) — доктор технических наук, профессор. С 1996 генеральный директор НПО «Гидротрубопровод», вице-президент АО «Сиданко», вице-президент АО НГК «Славнефть», с 2000 года — президент ЗАО «Нефтегазтехнология» (г. Москва).

## Биография
Яков Михайлович Каган родился 15 декабря 1933 года.
В 1957 году окончил Московский нефтяной институт.
Место работы: c 1957 по 1964 годы работал в Нефтепромысловом управлении «Аксаковнефть» ПО «Башнефть»; с 1964 год — в институте «Гипротюменнефтегаз»: главный инженер, в 1975—1985 годы — директор; в 1985—1986 гг. — начальник Всесоюзного объединения «СоюзпроектНИИнефть» (г. Москва); в 1986—1994 гг. — генеральный директор НПО «Гидротрубопровод» (г. Москва); в 1994—2000 гг. — вице-президент нефтяной компании «Сиданко»; вице-президент АО НГК «Славнефть» (с 1994 г.); с 2000 г. — президент ЗАО «Нефтегазтехнология» (г. Москва).
Область научных интересов ученого — технологии сбора, подготовки и транспорта продукции скважин на внутрипромысловых объектах, комплексные методы проектирования и индустриализации сооружения промысловых систем и коммуникаций.
Под руководством Кагана Якова Михайловича разработаны и внедрены на месторождениях Западной Сибири принцип комплексного проектирования обустройства месторождений, принципиально новая технологическая схема сбора, подготовки и транспорта продукции скважин, системы ППД, новые способы сооружения промысловых объектов и коммуникаций на полностью заболоченных территориях.

## Награды и звания
Академик РАЕН (1995);
Заслуженный деятель науки и техники РФ;
Дважды лауреат премии Совета Министров (1975, 1981);
Лауреат Государственной премии — за разработку и внедрение новых высокоэффективных научно-технических решений при освоении месторождений Западной Сибири (1977).

## Труды
Каган Яков Михайлович — автор свыше 170 научных работ, в том числе 3 монографий. Имеет около 100 изобретений.
Я. М. Каган «Я прожил счастливую жизнь», 2014 (Воспоминания, библиография).